# Passion (Band)
Passion war eine deutsche Rockband, deren Stil sich an der Musik des Mittelalters und der Renaissance orientierte und sich durch die Kombination herkömmlicher Instrumente der Rockmusik mit Vibraphon, Violine und einem vierstimmigen Blockflötensatz von anderen Rockbands unterschied.

## Bandgeschichte
Passion wurde im Jahr 1975 als Amateurband in Nebra gegründet. 1978 übernahm Wilfried Alma Gutjahr die organisatorische Leitung der Band. Unter der musikalischen Leitung von Ulrich Schroedter und Reiner Trautmann entwickelte Passion, die anfangs vorwiegend Klassiker von Kansas und Gentle Giant im Repertoire hatten, ihren eigenen, für die damalige Zeit ungewöhnlichen musikalischen Stil. In der Folgezeit entstanden die ersten Eigenkompositionen, errang man mehrere nationale Preise und konnte mit 3 Musketiere, Weil ich leben will und Näh dir nen Knopf ans Ohr die ersten eigenen Titel beim Rundfunk der DDR aufzeichnen. 1980 wurde Passion Berufsformation. Zu ihren bekanntesten Kompositionen gehören Apfellied, Kerzenschein und Morgendämmerung/Herzallerliebstes Mädel, die 1981 auf dem Amiga-Sampler Kleeblatt 1/81 veröffentlicht wurden. Im selben Jahr verließ der Sänger Karsten Knabe die Band. Für ihn kam Lutz Salzwedel, der jedoch bereits 1983 zu Karussell wechselte. Sein Nachfolger wurde Holger Jahn. Passion fand wenig Beachtung beim Publikum und den Medien, sodass sich die Band 1984 auflöste. Ulrich Schroedter wechselte zu Dialog und spielt heute in der Leipziger Formation Takayo. Gutjahr, Mücke, Kriese und Jahn gründeten gemeinsam mit Peter Cäsar Gläser die Band Cäsars Rockband.
Im Jahr 1990 gab die Band zwei Reunion-Konzerte in Berlin und Naumburg.

## Diskografie

### Sampler
- 1979: Auf dem Wege ... (Amiga)

Morgendämmerung/Herzallerliebstes Mädel
- 1981: Kleeblatt Nr. 1/81 (Amiga)

Apfellied, Kerzenschein, Morgendämmerung/Herzallerliebstes Mädel

## Dokumentarfilm
- 1981: Passion (DEFA-Kurzdokumentarfilm, Regie: Christian Klemke)[1]